# Arnold Daghani
Arnold Daghani (geboren 22. Februar 1909 in Suczawa, Österreich-Ungarn als Arnold Korn; gestorben 6. April 1985 in Hove, Vereinigtes Königreich) war ein rumänischer Maler.

## Leben
Arnold Korn wurde in eine deutschsprachige jüdische Familie in dem Teil der seinerzeit österreichisch-ungarischen Bukowina geboren, der nach 1918 an Rumänien fiel. Anfang der 1930er Jahre zog er nach Bukarest und rumänisierte seinen Familiennamen in Dagani („Korn“), woraus später in Israel Daghani wurde. In Bukarest studierte er Ökonomie. Ende Juni 1940 heirateten er und Anișoara Rabinovici und sie zogen wenige Monate später in die mittlerweile im Zusammenhang mit dem Hitler-Stalin-Pakt von der Sowjetunion besetzte Nordbukowina, wo sie sich in Czernowitz niederließen. Nach der rumänischen Rückeroberung des Gebiets im Juni 1941 wurde Daghani erneut den Pressionen des rumänischen Antisemitismus ausgesetzt, und das Ehepaar wurde im Sommer 1942 in das Arbeitslager bei Michailowka, westlich des Südlichen Bugs in der Region Winnyzja  deportiert, wo er nebenher und heimlich Alltagsszenen malte und Tagebuch führte. Die Insassen dieses deutschen Zwangsarbeitslagers arbeiteten für die Organisation Todt an der Durchgangsstraße IV, unter ihnen auch die im Lager umgekommene Poetin Selma Merbaum. Daghani wurde auch als Kunstmaler beschäftigt und sollte im Juli 1943 für die Ingenieure der Straßenbaufirma August Dohrmann  im Ort Gaisin ein Adlermosaik anfertigen. Seine Frau und er konnten in das rumänisch besetzte Transnistrien entkommen, wurden dort aber erneut in Berschad ghettoisiert, dessen Insassen ebenfalls deportiert werden sollten. Ende Dezember 1943 gelangten sie schließlich mit Hilfe des Roten Kreuzes zurück nach Bukarest und überlebten den Holocaust. 
In der Volksrepublik Rumänien fügte Daghani sich nicht dem staatlich vorgeschriebenen Malstil des Sozialistischen Realismus und wollte auch nicht dem staatlichen Künstlerverband beitreten, so dass er seinen Lebensunterhalt als Englisch-Lehrer verdienen musste. Auch jetzt zeichnete er eher heimlich das Alltagsleben in seinem Umfeld. Bei seiner überstürzten Ausreise nach Israel 1958  blieb ein großes Konvolut an Zeichnungen zurück. In der Folge fand er weder in Israel, in der Schweiz, noch im südfranzösischen Vence und schließlich ab 1977 auch in Großbritannien, wohin er jeweils weiterzog, die erhoffte Anerkennung als Künstler. 
1947 erschienen seine Notizen aus dem Lager unter dem Titel Groapa este în livada de vișini, der auch ins Englische übersetzt wurde: The Grave is in the Cherry Orchard. Dieses 1960 in deutscher Übertragung erschienene Tagebuch war ein Auslöser für verschiedene Ermittlungsverfahren in den 1960er Jahren in der Bundesrepublik Deutschland wegen der deutschen Verbrechen in den Zwangsarbeitslagern.
Ein Großteil seiner bildnerischen Werke wird in der  University of Sussex aufbewahrt.

## Schriften / Ausstellungen
- Erinnerung - Bild - Wort. Arnold Daghani und Charlotte Salomon. Begleitband zur Ausstellung von Erik Riedel und Deborah Schultz. Hrsg. von Raphael Gross,  Frankfurt am Main : Jüdisches Museum, 2012. zur Ausstellung im Jüdischen Museum Frankfurt, 2012.
- Lasst mich leben. Stationen im Leben des Künstlers Arnold Daghani. Daghanis Lagertagebuch aus dem Englischen übersetzt und um Briefwechsel und Ermittlungsakten nach 1945 ergänzt von Felix Rieper (seit 2014: Felix Köhler). Hrsg. von Felix Rieper und Mollie Brandl-Bowen. Mit einem Vorw. von Edward Timms. Zu Klampen, Lüneburg 2002, ISBN 978-3-934920-25-5.
- Helmut Braun, Deborah Schultz (Hrsg.): Der Maler Arnold Daghani, «verfolgt - gezeichnet». Zu Klampen, Springe 2006, ISBN 978-3-934920-55-2.
- Arnold Daghani's Memories of Mikhailowka: The Illustrated Diary of a Slave Labour Camp Survivor. Vallentine Mitchell, London 2009, ISBN 978-0-85303-639-5.
- Arnold Daghani: The Grave is in the Cherry Orchard. In: ADAM International Review. 1961 No. 291–293.
- Arnold Daghani: Lasst mich leben! Weg und Ziel Verlag, Tel Aviv 1960.